# Оболонский, Николай Александрович
Никола́й Алекса́ндрович Оболо́нский (1856—1913) — русский профессор судебной медицины, декан медицинского факультета Киевского университета.

## Биография

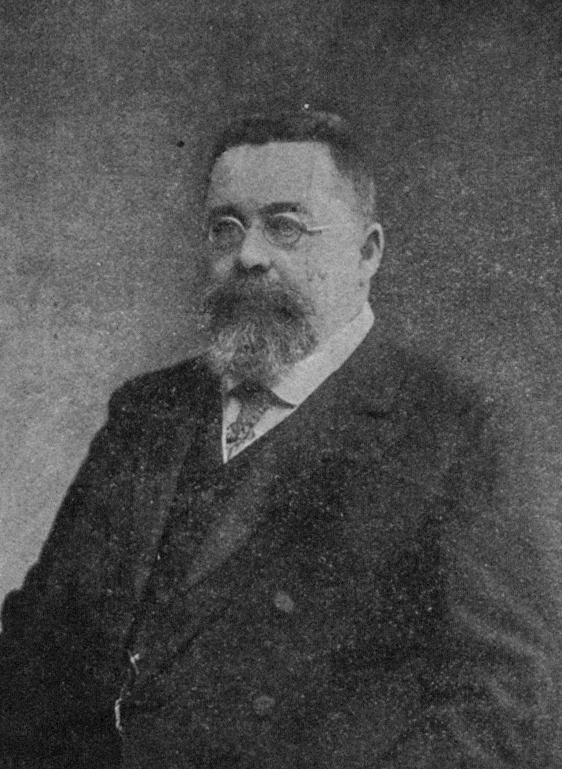
Профессор Оболонский в 1913 году.

Происходил из дворян Полтавской губернии. Сын журналиста и земского деятеля Александра Александровича Оболонского (1825—1877) и жены его Марии Александровны Палибиной. До восьми лет жил в Санкт-Петербурге, а затем вместе с родителями переехал в родовое имение отца Княжий Хутор Зеньковского уезда.
До тринадцати лет воспитывался родителями дома. Затем окончил 2-ю Харьковскую гимназию (1875) и медицинский факультет Императорского Харьковского университета со званием лекаря и уездного врача (1880). По окончании университета был зачислен ординатором городской Александровской больницы в Харькове, а в 1881 году избран помощником прозектора при кафедре судебной медицины Харьковского университета.
В 1886 году защитил диссертацию «О волосах в судебно-медицинском отношении» и был утверждён в степени доктора медицины. В том же году был назначен прозектором Харьковского университета и допущен к чтению лекций по судебной медицине в качестве приват-доцента. В 1887 году был командирован за границу и в течение полутора лет стажировался у ведущих медиков Тюбингена, Праги, Вены, Парижа и Мюнхена. По возвращении из командировки, помимо занимаемой должности прозектора при кафедре судебной медицины, был определён прозектором при Харьковских земских богоугодных заведениях (Сабурова дача).
В 1889 году был назначен экстраординарным профессором медицинского факультета Киевского университета по кафедре судебной медицины. В том же году был назначен заведующим клиническим судебно-медицинским отделением Киевского военного госпиталя. В 1893 году был утверждён ординарным профессором по занимаемой кафедре. С 1898 года состоял также секретарём медицинского факультета, а 13 июня 1902 года был назначен деканом факультета, в каковой должности состоял до своей смерти в 1913 году. Принимал деятельное участие в сооружении клинического городка на Батыевой горе, будучи председателем строительной комиссии. Читал лекции на Женских медицинских курсах в Киеве. Дослужился до чина действительного статского советника (1902).
Опубликовал более 30 научных работ, в том числе на немецком и французском языках. В 1889 году был избран почётным членом Парижского антропологического общества. Состоял членом-учредителем Физико-медицинского общества при Киевском университете, действительным членом Общества Нестора-летописца, членом правления Общества скорой медицинской помощи, председателем Общества любителей природы, вице-председателем Психиатрического общества при университете, товарищем председателя Киевского Общества борьбы с детской смертностью и прочих. Кроме того, возглавлял киевское отделение Санкт-Петербургского врачебного общества взаимопомощи, в 1911 году избран почетным членом Московского общества любителей аквариума и комнатных растений «во внимание к его трудам по исследованию жизни лабиринтовых рыб, содействию распространению любви к аквариуму и учреждению в Киеве отдела О-ва Любителей комнатных растений и Аквариумов и Киевского О-ва Любителей Природы». Был деятельным членом Киевского клуба русских националистов.
В марте 1911 года проводил экспертизу тела Андрея Ющинского. Позднее в том же году ухаживал за смертельно раненым председателем Совета министров П. А. Столыпиным, за что был удостоен Высочайшей благодарности.
Умер в 1913 году от крупозного воспаления лёгких. Был похоронен в склепе на Аскольдовой могиле.

## Семья
Был женат на Анне Николаевне Сахно-Устимович. Их сын:
- Владимир (1891—1939), выпускник Киевской 1-й гимназии (1909) и Киевского университета[2]. В эмиграции в Германии. Похоронен на кладбище Тегель в Берлине[3].

## Награды
- Орден Святого Станислава 2-й степени (1895)
- Орден Святой Анны 2-й степени (1898)
- Орден Святого Владимира 4-й степени (1906)
- Орден Святого Владимира 3-й степени (1910)
- Орден Святого Станислава 1-й степени (1913)

## Сочинения
- Исторический очерк развития позитивной школы о преступнике и преступлении. — Киев, 1889.
- К вопросу об открытии кольхицина в трупах // «Сборник Анрепа», вып. II, 1886/1887.
- Определение тождества лица по способу Бертильона // «Врач». 1890, № 4.
- Черепа преступников // Вестник общественной гигиены, судебной и практической медицины. — Санкт-Петербург, 1890.
- Профессиональные изменения рук // Вестник Судебной Медицины. — Санкт-Петербург, 1891.
- Les crânes Sundurli-Koba. «Grottes de la Crimée», 1892.
- Пособник при судебно-медицинском исследовании трупа и при исследовании вещественных доказательств. — Санкт-Петербург, 1894.
- Патологические аффекты в судебно-медицинском отношении // Архив психиатрии. — Санкт-Петербург, 1897.
- Извращение полового чувства. — Киев, 1898.
- О расторжении брака в случае душевной болезни одного из супругов. — Санкт-Петербург, 1899.
- О раскопке курганов в Херсонской губернии. — Киев, 1900.
- Современное положение вопроса о причинах самоубийства. — Санкт-Петербург, 1902.
- Отчет о состоянии Кафедры судебной медицины Университета св. Владимира. — Киев, 1904.
- О значении физических упражнений в школе. — Киев, 1911.